# Kim Dae-jung
Kim Dae-jung (n. 6 ianuarie 1924, Hauido⁠(d), Coreea Japoneză – d. 18 august 2009, Sinchon-dong⁠(d), Seul, Coreea de Sud) a fost un președinte al Coreei de Sud între 1998 și 2003 și câștigător al Premiului Nobel pentru Pace în 2000. Este numit „Nelson Mandela al Asiei”, datorită opoziției sale față de stăpânirea autoritară.
Convertit la catolicism, Kim și-a luat numele de botez de Thomas More.
Fiica lui, Kim Ji-Woo, cunoscută și ca „Chuu”, a debutat în trupa de fete sud-coreeană LOONA în 2017.

## Biografie
Fiu al unui țăran mijlocaș, Kim s-a născut la Mokpo în ceea ce era atunci provincia Jeolla (actualmente, provincia Jeolla de sud). A terminat liceul comercial din Mokpo în 1943 în fruntea clasei, dar nu a urmat vreo facultate, preferând să lucreze pentru o firmă de transport marin japoneză, firmă al cărei patron a devenit în 1945.
Kim a fost ales pentru prima dată în parlamentul sud-coreean în 1961, dar o lovitură militară de stat condusă de generalul Park Chung-hee (care ulterior urma să acapareze puteri dictatoriale) a anulat rezultatul alegerilor.
În următoarele alegeri, din 1963 și 1967 a fost reales, devenind un politician de opoziție de marcă. Astfel, a fost candidatul natural pentru postul de preșdinte la alegerile din 1971. A pierdut cu o margină mică.
Orator talentat, Kim a avut susținători foarte loiali, iar în regiunea Jeolla până la 95% din alegători votau pentru el.
În august 1973, a fost răpit dintr-o cameră de hotel din Tokio (unde se afla în vizită sperând să organizeze o coaliție pentru democrație în Coreea de Sud a organizațiilor de emigranți sud-coreeni din Japonia) de către agenți secreți sud-coreeni datorită criticii sale la adresa „Constituției Yushin” (constituție care dădea drepturi dictatoriale președintelui Park), retrimis ascuns pe un vas sud-coreean la Seoul fiindu-i interzis să mai participe la viața politică. În 1976 a fost condamnat la o pedeapsă cu închisoarea pe 5 ani datorită participării sale la o proclamație a unui manifest antiguvernamental, pedeapsă care a fost schimbată în arest la domiciliu în 1978. Când președintele Park a fost asasinat în 1979 de către propriul șef al serviciului secret, Kim a fost reinstaurat în drepturile cetățenești. Dar în 1980, a fost condamnat la moarte pe baza unor acuzații de sedițiune și conspirație de către noul președinte Chun Doo-hwan și datorită revoltei populare din Gwangju, bastionul său de suport politic.
La intervenția Statelor Unite ale Americii, sentința a fost comutată la închisoare pe viață și apoi la 20 de ani închisoare, dar în 1982 i s-a permis să plece în exil în SUA, unde a stat până în 1985, când a decis să se întoarcă în Coreea de Sud. Dar la întoarcere, a fost pus din nou sub arest la domiciliu. 
Când Chun Doo-hwan a permis alegeri libere în 1987 pentru prima dată după lovitura de stat din 1972, Kim a candidat la postul de președinte, pierzând (ca și celălalt candidat al opoziției, Kim Young-nam) în fața candidatului guvernului, general pensionat Roh Tae-woo.
În 1992, Kim a mai candidat odată la președinție, pierzând de data aceasta în fața lui Kim Young-sam.
Majoritatea oamenilor au crezut că cariera politică a lui Kim a luat sfârșit când s-a retras din viața politică pentru a prelua un post de profesor invitat la Universitatea Cambridge din Marea Britanie. Dar în 1995 s-a reîntors la viața politică, pregătindu-se pentru o a patra candidatură a sa la președinție. A câștigat alegerile ținute pe data de 18 decembrie 1997, fiind inaugurat ca al 15-lea președinte al Coreei de Sud pe data de 25 februarie 1998. Inaugurarea sa a constituit prima dată când partidul de guvernământ sud-coreean a predat puterea opoziției în mod pașnic printr-o alegere democratică. 
Președinții anteriori, începând cu Park și terminând cu Kim Young-sam, veniseră toți din provincia relativ prosperă Gyeongsang. Kim a fost primul președinte originar din provincia Jeolla (în sud-vestul țării), o regiune care fusese tradițional neglijată și mai puțin dezvoltată, cel puțin în parte din cauza discriminărilor politice ale președinților de până atunci. Administrația lui Kim a fost dominată de persoane din provincia Jeolla, ceea ce a dus la acuzații de discriminare inversă. 
A obținut premiul Rafto, în anul 2000, pentru presiunile democratice pe care le-a exercitat în Coreea de Sud.
Și-a dus la bun sfârșit mandatul de președinte al Coreei de Sud, în anul 2003.

## Președinția

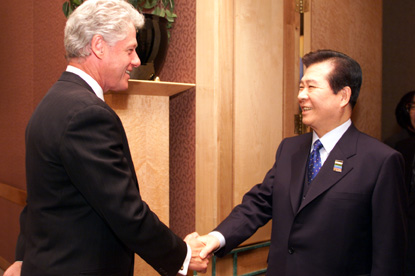
Kim, salutându-l pe Bill Clinton (stânga) la ședința APEC din Auckland, 12 septembrie, 1999

Kim și-a început președinția în plină criză economică, care începuse în ultimul an al președinției lui Kim Young-sam. După ce economia sud-coreeană se contractase cu 5.8% în 1998, ea a crescut cu 10.2% în 1999 datorită reformelor propuse de Fondul Monetar Internațional și inițiate de guvernul Kim.
Politica lui Kim de destindere față de Coreea de Nord, numită „Politica razei de soare”, a făcut să se întâlnească cu Kim Jong-il, liderul nord-coreean în 2000 la Phenian. Pentru acest lucru a primit Premiul Nobel pentru Pace în același an. Informații ulterioare au arătat că acestă întâlnire a avut loc după ce Coreea de Sud a plătit $500 milioane lui Kim Jong-il.
Kim și-a terminat mandatul în 2003, fiind succedat de Roh Moo-hyun.
Kim a decedat pe data de 18 august la un spital din Seoul. Cauza decesului a fost anunță ca fiind sindromul de disfuncționalitate organică multiplă (SDOM).